# AIESEC
AIESEC (съкращение от френски: Association Internationale des Etudiants en Sciences Economiques et Commerciales) е най-голямата младежка лидерска организация в света, с повече от 35 000 активни членове и представителства в над 100 държави и територии, включително и в България.
Учредена е през 1948 г. в Стокхолм от студенти по икономика от 7 страни: Белгия, Дания, Норвегия, Финландия, Франция, Нидерландия и Швеция.
Днес организацията има над 1 000 000 възпитаници, като някои от най-известните от тях са Бил Клинтън, Кофи Анан, Хелмут Кол, Тони Блеър, Миг Джагър, Александър Квашнйевски.
Популярни личности от България, които в студентските си години са били членове на организацията, са Александър Иванов – CEO на агенцияза дигитален маркетинг CreateX, Петър Пройков – старши специалист „Развитие и Фондонабиране“ в „Заедно в час“, Йонко Минев – CEO и Co-founder на Pleggi, Алескандър Граматиков – основател на Mentor the young, Светослав Димов – CEO на DEV.BG.
В България организацията е учредена през 1990 година, а понастоящем има офиси в Софийски университет "Св.Св. Климент Охридски". Нейният централен офис се намира в гр. София в Университет за Национално и Световно Стопански, зала 1005.

## История
Идеята за AIESEC започва през 1930 година, когато представители на различни училища от Европа разменят информация за различни програми и училища, специализирани в областта на бизнеса и икономиката. Студентите провеждат стажове в различни държави, които са по тяхна собствена инициатива, но всичко това приключва със започването на Втората Световна Война. През 1944 година, неутралните Скандинавски страни все още осъществяват размени: в Стокхолм (официално в училището по икономика в Стокхолм) двама студенти на име Ярослав Зик от Чехословакия и Станислав Калинс от Белгия основават AIESE, която предшества AIESEC.
Неформалната дейност „да спомогнем за развитието на приятелските взаимоотношения между страните участнички“ започва през 1946, a AIESEC е основана официално през 1948 г. По това време целта е „да разпространим разбирането за нацията, като разпространим разбирането за отделния човек“. През 1949 година, 89 студенти участват в така наречения „Конгрес на Стокхолм“, първата от многото разменни програми.
В края на 1950-те години AIESEC достига до САЩ и осъществява контакти с Йейлския университет и Колумбийското бизнес училище. В резултат са изпратени 3 студенти (Пери Уърст, Норм Барнет, Стефан Кейли) на проучвателна мисия на годишнината на Международната конференция в Кьолн в Германия през февруари 1959 година. До завръщането си те успяват да популяризират AIESEC в Йейл и в Колумбийското училище. През лятото на 1959 г. AIESEC и САЩ разменят 12 стажантски програми. Следващата година AIESEC\US е разширена и осъществява дейност в 6 други училища, провежда повече от 30 стажа. AIESEC/US разглежда и номинацията на Морис Уолф за първи главен секретар. Той е избран и създава първата централа в Женева, Швейцария през 1960 г. Той разпространява дейността на AISEC в Гана и Нигерия и по-късно в Яунде, Камерун през 1988 г., като по този начин са създадени възможности за бъдещо развитие в Африка и намиране на начини за разширяване на дейността в други континенти.
Скоро AIESEC става популярна: в края на 1960 година са обявени 2467 професионални стажа, а до края на 1970 г. нарастват до 4232. Ключов момент за AIESEC е „Международната тематична програма“, която официално определя всички международни, регионални и местни семинари по конкретни теми, които за напред ще бъдат наръчник за бъдещите поколения. През следващите десетилетия обсъжданите теми са за Международна търговия, Управления на образованието, Устойчиво развитие, Предприемачество и Корпоративна отговорност.

## Глобална програма за обмен
Идеята на стажовете на AIESEC е човек да се развие да развие лидерските си умения, да опознае чужди култури, да обмени опит с нови хора и да се развие и професионално. Например, студенти от България заминават на професионален стаж в някоя от останалите държави, където има офиси на AIESEC. Там те се научават да работят в непозната и предизвикателна обстановка. Компании, които партнират на организацията във връзка с Глобалната прогарама са PWC, Microsoft, Electrolux, Tata Consultancy, Google, Henkel, DHL, Schneider Electric и много други.
По настоящем имат 3 програми за обмен и 1 за членство. Стажантската програма има за цел да предостави мултикултурен трудов опит, възможност за специализиране в конкретна индустрия на развитие и придобиване на професионално предимство в световни и локални компании и бизнеси. Годишно имат налични над 2000 активни програми за професионален стаж в 67 държави и територии.
Доброволческата програма има за цел да позволи опознаването на нови култури, да се създаде обществено влияние и да изкарва от зоната на комфорт. Създадени са в партньорство с Целите за Устойчиво Развитие на ООН, като всеки проект е фокусиран върху една от 17-те. Годишно имат налични над 1 400 активни програми за доброволчески обмен в 60 държави и територии.
Програмата за учители има за цел всеки участник да натрупа опит в междукултурна среда, да усъвършенства уменията си и да придобие професионално предимство. Това е най-новата програма на организацията, като годишно имат налични над 380 активни програми за учителски стаж в 29 държави и територии.
Програмата за членство има за цел да предсотави възможност за личностно развитие, за усъвършенстване на лидерските умения, за изграждане на мрежа от контакти с хора от цял свят и за допринасянето на един по-добър свят. В момента има над 35 000 активни членове и над 1 000 000 алумни. Отделите, в които може да се членува са връзка с клиенти, маркетинг, продажби и бизнес развитие, финанси, човешки ресурси. Стремежите на организацията са да създава лидери, водени от ценности. AIESEC лидерите демонстрират честност, се стремят към високи постижения, умеят влагат ентусиазъм във всичко, което правят, действат устойчиво, активирай лидерство и живеят в многобразие, като приемат различията.

## Днес
AIESEC определя себе си като „международна платформа за млади хора, които откриват и развиват своя лидерски потенциал“. Годишно предлага „10 000 лидерски позиции и подсигурява участие в повече от 470 конференции на членовете си, които наброяват повече от 35 000 младежи“. AIESEC също така ръководи международна програма за размяна на програми, която позволява на повече от 30 000 студенти и такива, които са се дипломирали скоро да живеят и стажуват в други страни.
През 2018 година е отбелязана 70-а годишнина от основаването на AIESEC.

## Структура
AIESEC работи на 3 нива: местни комисии (LCs), членски комисии (MCs), и AIESEC в международен план (AI).
Местните комисии се ръководят от един университет (или група от близки университети), който е отговорен за функционалните възможности на ръководството на AIESEC и международните стажантски програми. Всяка страна има собствена национална членска комисия (MC), която координира дейността по области, като например мащабните конференции, по-големите партньорски взаимоотношения и правителствените взаимоотношения. По принцип членовете на Членската комисия (MC) са избирани от Локалните комисии (LCs). В международен план AIESEC предоставя подобна подкрепа на Членските комисии и членовете ѝ са избирани по същия начин.

## Начина на AIESEC
Както отбелязва на своя уеб сайт, AIESEC се стреми за „позитивна социална промяна“ като използва „Начина на AIESEC“. Начинът на AIESEC се представя като начин за постигане на „Мир и изява на човешкия потенциал.“ Според AIESEC има шест основни ценности: Активизиране на лидерството, Откритост в действията, Изживяване на разнообразието, Наслаждаване на участието, Стремеж към съвършенство и Устойчиво развитие.
„Начинът по който го правим“ обяснява как може да бъде постигнато от всеки един член на AIESEC. „AIESEC предоставя на своите членове интегриран опит (Опитът от AIESEC), съставен от ръководни възможности, международни стажове и участия в глобалната среда.“
На индивидуално ниво AIESEC позволява на младежите да се възползват от „Опита на AIESEC“ като им предоставя лидерски възможности, придобиване на бизнес умения, както и свързване към глобалната мрежа на студентите и участия в международни конференции и стажове в чужбина.